# Borden Classic 1980
Il Borden Classic 1980 è stato un torneo di tennis giocato sul cemento indoor. È stata la 7ª edizione del torneo, che fa parte del WTA Tour 1980. Si è giocato a Nagoya in Giappone, dal 13 al 19 ottobre 1980.

## Campionesse

### Singolare
Dana Gilbert ha battuto in finale  Barbara Jordan che si è ritirata sul punteggio di 5-1

### Doppio
Lindsay Morse /  Jean Nachand hanno battuto in finale  Nerida Gregory /  Marie Neumannová con il punteggio di 6–3, 6–1